# Rosie Vronski
Rosie Vronski, née le 3 novembre 1937 à Paris, est une sculptrice et une peintre française.

## Biographie
Rosie Vronski est née le 3 novembre 1937 à Paris. Elle travaille depuis 1963 et est membre du mouvement Lettrisme (mouvement avant-gardiste international à Paris, basé sur la lettre ou le signe). Elle réalise des enseignes tridimensionnelles, pleines ou creuses en bronze, en laiton et en aluminium.